# أستراليا المفتوحة 1978
هنا قائمة ببطولات أستراليا المفتوحة لسنة 1978:

## الكبار

### فردي رجال
غواليرمو فيلاس () هزم جون ماركس (), 6-4, 6-4, 3-6, 6-3

### فردي سيدات
كريستين أونيل () هزم بيتساي ناغيلسن (), 6-3, 7-6